# 尼古拉斯·桑托斯
尼古拉斯·桑托斯（葡萄牙語：Nicholas Santos；1980年2月2日—）是一位巴西游泳運動員。他擅長自由泳。他代表巴西參加了2008年奧運會和2012年奧運會的比賽。他也參加世界游泳錦標賽的賽事。